# 深大寺 (三鷹市)
深大寺（じんだいじ）は、東京都三鷹市の町名。現行行政地名は深大寺一丁目から深大寺三丁目。郵便番号は181-0016。

## 地理
三鷹市の西部に位置する。北から時計回りに井口、野崎、大沢に隣接する。町域内の殆どは田畑から転用された住宅地である。

### 地価
住宅地の地価は、2025年（令和7年）1月1日の公示地価によれば、深大寺3-4-16の地点で36万1000円/m2となっている。

## 歴史

### 地名の由来
古名刹深大寺のある旧深大寺村（のちの神代村、現調布市）の飛地「深大寺新田」として開墾されたことに由来する。

## 世帯数と人口
2025年（令和7年）1月1日現在の世帯数と人口は以下の通りである。
| 丁目         | 世帯数    | 人口    |
| ------------ | --------- | ------- |
| 深大寺一丁目 | 887世帯   | 1,910人 |
| 深大寺二丁目 | 2,100世帯 | 4,064人 |
| 深大寺三丁目 | 1,126世帯 | 2,133人 |
| 計           | 4,113世帯 | 8,107人 |

## 小・中学校の学区
市立小・中学校に通う場合、学区は以下の通りとなる
| 丁目         | 番地                                                     | 小学校             | 中学校             |
| ------------ | -------------------------------------------------------- | ------------------ | ------------------ |
| 深大寺一丁目 | 全域                                                     | 三鷹市立井口小学校 | 三鷹市立第二中学校 |
| 深大寺二丁目 | 19〜20番                                                 | 三鷹市立井口小学校 | 三鷹市立第二中学校 |
| 深大寺二丁目 | その他                                                   | 三鷹市立第二小学校 | 三鷹市立第二中学校 |
| 深大寺三丁目 | 8～13番 15番6～11号 16番1～3号 18番14～20号 22番10～17号 | 三鷹市立第二小学校 | 三鷹市立第二中学校 |
| 深大寺三丁目 | その他                                                   | 三鷹市立井口小学校 | 三鷹市立第二中学校 |

## 交通

### 鉄道
町域内に鉄道駅はなく、武蔵境駅まで直線距離で1.4kmほど離れている。
| バス移動により利用可能 |
| --- |
| JR中央線 西武多摩川線 - 武蔵境駅(JC 13)(SW 01) JR中央線 JR中央・総武線各駅停車 - 三鷹駅(JC 12)(JB 01) 京王線 - 調布駅(KO 18) |

### バス
小田急バスにより以下の路線バスが運行されており、主にJR中央線と京王線を連絡する路線が町域内を通る。以下、町域内のバス停のみ記載。本数の少ない系統は記載しない。
- 鷹51系統・境93系統
  - （三鷹駅・武蔵境駅方面）- 東野住宅 - 二中前 - 西野[注 1] - （国際基督教大学・大沢・調布駅方面）

- 境91系統
  - （武蔵境駅方面） - 第二住宅 - 西野[注 2] - 富士重工前 - （調布駅・狛江駅方面）
- 境92系統
  - （武蔵境駅方面） → 西児童館入口 → （野崎八幡前・武蔵境駅方面）

### 道路
- 東京都道123号境調布線（天文台通り）
- 三鷹市道 - かえで通り、山中通り

## 施設
- 三鷹深大寺郵便局
- JA東京むさし西三鷹支店